# Coenosia cingulipes
Coenosia cingulipes este o specie de muște din genul Coenosia, familia Muscidae. A fost descrisă pentru prima dată de Zetterstedt în anul 1849. Conform Catalogue of Life specia Coenosia cingulipes nu are subspecii cunoscute.